# آملیا
آملیا (به انگلیسی: Amelia) نام یک فیلم زندگی‌نامه‌ای درام محصول سال ۲۰۰۹ آمریکاست.
این فیلم اقتباسی است از کتاب شرق تا سحر نوشته سوزان باتلر بر اساس زندگینامه خلبان معروف، خانم آملیا ارهارت که در این فیلم هیلاری سوانک به جای او بازی کرده‌است.
فیلم را میرا نایر کارگردان هندی‌تبار کارگردانی کرده‌است. این پنجمین فیلم سینمایی از روی زندگی این شخص است.
از بازیگران فیلم به‌جز هیلاری سوانک می‌توان به ریچارد گی‌یر، یوان مک‌گرگور، کریستوفر اکلستون اشاره کرد.